# John Allan (Fußballspieler, 1931)
John „Jack“ Allan (* 26. September 1931 in Amble; † Februar 2013 in Luton) war ein englischer Fußballspieler. Der Torhüter bestritt Anfang der 1950er Jahre elf Ligaeinsätze für den FC Barnsley.

## Karriere
Allan kam im Januar 1949 vom lokalen Klub Amble Welfare zum FC Barnsley in die Football League Second Division. Dort war er hinter Harry Hough und Jack Walls dritter Torhüter und spielte daher zumeist für das A'-Team, die dritte Mannschaft des Klubs, in der Yorkshire Football League. Allan kam erstmals im März 1952 zu einer Reihe von Einsätzen für die erste Mannschaft, als er in sechs Partien in Folge das Tor hütete, einzig gegen Leicester City gelang dabei ein Sieg. Im September/Oktober 1952 absolvierte er weitere fünf Partien, dabei standen am Ende vier Niederlagen und ein Unentschieden zu Buche. Nur kurze Zeit später wurde Allan auf eigenen Wunsch auf die Transferliste gesetzt, bis Mai 1953 hatte sich allerdings noch kein Abnehmer gefunden. Die Saison 1952/53 verlief für Barnsley derweil desaströs: Trainer Angus Seed verstarb im Februar 1953 an einer chronischen Bronchitis; die Mannschaft stieg als abgeschlagener Tabellenletzter in die Third Division North ab. Allan wurde über das Saisonende hinaus nicht weiter verpflichtet, anschließende Vereinsstationen sind nicht bekannt.